# Великі гейзери

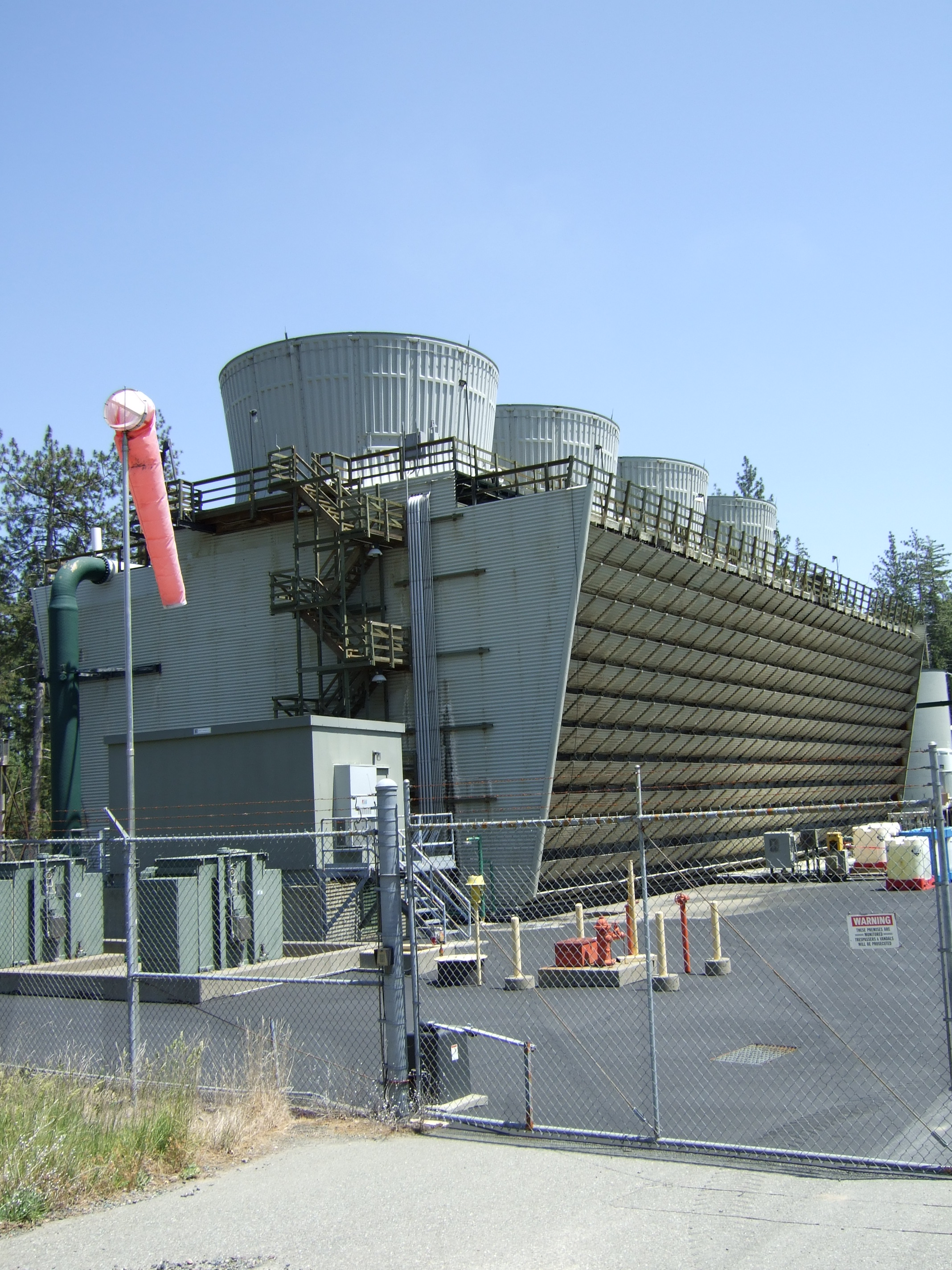
Теплостанція The West Ford Flat — одна з 22 нині діючих

Великі гейзери (англ. The Geysers) — найбільше гідрогеотермальне родовище світу (США, штат Каліфорнія) за 140 км північніше міста Сан-Франциско, в Долині Великих Гейзерів. Перша геотермальна теплоелектростанція побудована в 1960 році потужністю 12,5 МВт.

## Характеристика
Площа родовища 55 км². Джерелом тепла родовища є, очевидно, магматичне вогнище плейстоценової доби на глибині 5-8 км. Прогнозовані запаси пари в розвіданій частині родовища можуть забезпечити роботу електростанцій потужністю 1000-4800 МВт.
Температура пари 200—290 °C.